# Dan Barko
Dan Barko (auch: Dambarko, Danbarko) ist ein Dorf in der Landgemeinde Gangara in der Region Zinder in Niger.

## Geographie
Das von einem traditionellen Ortsvorsteher (chef traditionnel) geleitete Dorf liegt rund 36 Kilometer südwestlich des Hauptorts Gangara der gleichnamigen Landgemeinde, die zum Departement Tanout in der Region Zinder gehört. Zu weiteren Siedlungen in der Umgebung von Dan Barko zählen Belbédji im Nordwesten, Samia im Nordosten, Yagagi im Südosten, Dan Aï Saboua im Süden sowie Sarkin Aréwa und Amazazagan I im Westen.
Dan Barko ist Teil der Übergangszone zwischen Sahara und Sahel. Die durchschnittliche jährliche Niederschlagsmenge beträgt hier zwischen 200 und 300 mm. Der Talweg des Trockentals von Dan Barko weist eine Länge von 34,6 km auf. Sein Einzugsgebiet ist 331,3 km² groß.

## Bevölkerung
Bei der Volkszählung 2012 hatte Dan Barko 1007 Einwohner, die in 155 Haushalten lebten. Bei der Volkszählung 2001 betrug die Einwohnerzahl 938 in 150 Haushalten und bei der Volkszählung 1988 belief sich die Einwohnerzahl auf 573 in 70 Haushalten.
In der Siedlung leben Angehörige der Ethnie der Hausa. Es wird die Sprache Hausa gesprochen. Die Bevölkerungsdichte in diesem Gebiet ist mit 10 bis 20 Einwohnern je Quadratkilometer relativ gering.

## Wirtschaft und Infrastruktur
Die Bevölkerung bestreitet ihren Lebensunterhalt hauptsächlich durch Ackerbau. Dan Barko liegt in einem Gebiet des Übergangs zwischen der Naturweidewirtschaft des Nordens und des Ackerbaus des Südens, was zu Landnutzungskonflikten führt. Mit einem Centre de Santé Intégré (CSI) ist ein Gesundheitszentrum im Dorf vorhanden. Es gibt eine Schule.